# ميقونة رخوة
ميقونة رخوة (الاسم العلمي:Mucuna mollis) هي نوع من النباتات تتبع جنس الميقونة من الفصيلة البقولية.